# Chaetonaevia ulmicola
Chaetonaevia ulmicola är en svampart som beskrevs av Svrcek 1982. Chaetonaevia ulmicola ingår i släktet Chaetonaevia och familjen Dermateaceae.   Inga underarter finns listade i Catalogue of Life.